# Port lotniczy En Jahaw
Port lotniczy En Jahaw (hebr. מנחת ספיר) (IATA: EIY, ICAO: LLEY) – lotnisko położone we wschodniej części pustyni Negew, w Izraelu, przy samej granicy z Jordanią, pomiędzy Morzem Martwym a Ejlatem, w pobliżu wioski Sappir oraz moszawu En Jahaw.

## Historia
Lotnisko zostało wybudowane w 1970.

## Linie lotnicze i połączenia
- Elrom Airways (Tel Awiw-Sede Dow)